# Championnat des Émirats arabes unis de football 2000-2001
Navigation
Saison suivante Saison suivante
La saison 2000-2001 du Championnat des Émirats arabes unis de football est la vingt-septième édition du championnat national de première division aux Émirats arabes unis. Les douze meilleures équipes du pays sont regroupées au sein d'une poule unique où elles s'affrontent deux fois au cours de la saison, à domicile et à l'extérieur. À la fin du championnat, les deux derniers du classement sont relégués et remplacés par les deux meilleurs clubs de deuxième division.
C'est l'Al-Wahda Club qui remporte la compétition, après avoir terminé en tête du classement final, avec huit points d'avance sur Al Ahly Dubaï et douze sur Al Jazira Club. C'est le 2e titre de champion des Émirats arabes unis de l'histoire du club.

## Les clubs participants
| - Emirates Club - Al-Wahda Club - Al Sha'ab Sharjah - Al Ain Club - Al Ahly Dubaï - Sharjah SC - Promu de D2 | - Al Jazira Club - Kalba Union - Al Nasr Dubaï - Al Shabab Dubaï - Al Wasl Dubaï - Al Ahly Fujeira - Promu de D2 |

## Compétition

### Classement
Le classement est établi sur le barème de points classique (victoire à 3 points, match nul à 1, défaite à 0).
| Rang | Équipe              | Pts | J  | G  | N | P  | Bp | Bc | Diff |
| ---- | ------------------- | --- | -- | -- | - | -- | -- | -- | ---- |
| 1    | Al-Wahda Club       | 50  | 22 | 15 | 5 | 2  | 62 | 34 | +28  |
| 2    | Al Ahly Dubai       | 42  | 22 | 13 | 3 | 6  | 47 | 36 | +11  |
| 3    | Al Jazira Club      | 38  | 22 | 11 | 5 | 6  | 47 | 33 | +14  |
| 4    | Al Ain Club (T) (C) | 34  | 22 | 10 | 4 | 8  | 33 | 27 | +6   |
| 5    | Al Wasl Dubaï       | 32  | 22 | 9  | 5 | 8  | 42 | 32 | +10  |
| 6    | Al Sha'ab Sharjah   | 32  | 22 | 8  | 8 | 6  | 32 | 26 | +6   |
| 7    | Al Nasr Dubaï       | 31  | 22 | 8  | 7 | 7  | 40 | 41 | -1   |
| 8    | Al Shabab Dubaï     | 29  | 22 | 7  | 8 | 7  | 33 | 36 | -3   |
| 9    | Kalba Union         | 27  | 22 | 8  | 4 | 10 | 29 | 39 | -10  |
| 10   | Emirates Club       | 22  | 22 | 5  | 7 | 10 | 29 | 38 | -9   |
| 11   | Sharjah SC (P)      | 22  | 22 | 6  | 4 | 12 | 27 | 38 | -11  |
| 12   | Al Ahly Fujeira (P) | 6   | 22 | 2  | 0 | 20 | 15 | 56 | -41  |

|  | Qualification pour la Coupe des clubs champions 2001-2002                                   |
|  | Qualification pour la Coupe des Coupes 2001-2002                                            |
|  | Qualification pour la Coupe des clubs champions du golfe Persique 2002                      |
|  | Participation au barrage de relégation                                                      |
|  | Relégation directe en deuxième division                                                     |
|  | (T) : Tenant du titre (C) : Vainqueur de la Coupe des Émirats arabes unis (P) : Promu de D2 |

### Matchs

#### Barrage de relégation
Emirates Club et Sharjah SC terminent à égalité de points à la 10e place, la dernière de non-relégable. Un barrage de relégation est donc organisé entre les deux équipes pour déterminer laquelle des deux se maintient parmi l'élite.
| Équipe 1   | Résultat      | Équipe 2      |
| ---------- | ------------- | ------------- |
| Sharjah SC | 1 - 1 6-5 tab | Emirates Club |

## Bilan de la saison
| Championnat des Émirats arabes unis de football 2000-2001                        |                          |
| Champion                                                                         | Al-Wahda Club (2e titre) |
| Coupes et trophées                                                               |                          |
| Vainqueur de la Coupe des Émirats arabes unis 2000-2001                          | Al Ain Club              |
| Qualifications continentales                                                     |                          |
| Coupe des clubs champions 2001-2002                                              | Al-Wahda Club            |
| Coupe des Coupes 2001-2002                                                       | Al Ain Club              |
| Coupe des clubs champions du golfe Persique 2002                                 | Al Shabab Dubaï          |
| Promotions et relégations                                                        |                          |
| Promus en UAE Football League                                                    | Bani Yas Club            |
| Promus en UAE Football League                                                    | Al-Khaleej Club          |
| Relégués en Championnat des Émirats arabes unis de football de deuxième division | Emirates Club            |
| Relégués en Championnat des Émirats arabes unis de football de deuxième division | Al Ahly Fujeira          |